# Vohlio
Vohlio är en ö i Finland. Den ligger i sjön Vesijärvi och i kommunen Kangasala i den ekonomiska regionen Tammerfors och landskapet Birkaland, i den södra delen av landet, 160 km norr om huvudstaden Helsingfors. Öns area är 6,5 hektar och dess största längd är 0,6 kilometer i öst-västlig riktning.